# Emil Carlsson
Nils Emil Olof Carlsson, född 23 maj 2002 i Haninge, Stockholms län, är en svensk liberal politiker och riksordförande för Liberala studenter. Carlsson var tidigare ledamot i Liberala studenters riksstyrelse som social-, rätts- & HBTQI-politisk talesperson. Han har engagerat sig i frågor som rör integritet, nämndemannasystemets avskaffande och bostäder för studenter.